# Alangulam
Alangulam (en tamil: ஆலங்குளம் ) es una localidad de la India en el distrito de Tenkasi, estado de Tamil Nadu.

## Geografía
Se encuentra a una altitud de 125 m.s.m. a 560 km de la capital estatal, Chennai, en la zona horaria UTC +5:30.

## Demografía
Según estimación 2010 contaba con una población de 32 097 habitantes.